# Flaviporus brownii
Flaviporus brownii är en svampart som först beskrevs av Alexander von Humboldt, och fick sitt nu gällande namn av Donk 1960. Flaviporus brownii ingår i släktet Flaviporus och familjen Meruliaceae.   Inga underarter finns listade i Catalogue of Life.